# Halichoeres nigrescens
Halichoeres nigrescens là một loài cá biển thuộc chi Halichoeres trong họ Cá bàng chài. Loài này được mô tả lần đầu tiên vào năm 1801.

## Từ nguyên
Tính từ định danh nigrescens trong tiếng Latinh mang nghĩa là "hơi sẫm đen", vì loài cá này được mô tả là "có màu đen nhạt lốm đốm các vệt vàng" (màu sắc thực tế lại không đúng như mô tả gốc).

## Phạm vi phân bố và môi trường sống
H. nigrescens được phân bố rộng khắp Ấn Độ Dương và Tây Thái Bình Dương. Từ vịnh Oman và vịnh Ba Tư dọc theo bờ biển Đông Phi (bao gồm Socotra), phạm vi của H. nigrescens trải dài về phía đông đến Nam Phi, Madagascar, phía nam Ấn Độ và khu vực Đông Nam Á, ngược lên phía bắc đến Hồng Kông và đảo Đài Loan, xa về phía nam đến Úc.
Ở Việt Nam, H. nigrescens được ghi nhận tại vịnh Hạ Long (Quảng Ninh); quần đảo Cát Bà (Hải Phòng); Hòn Mê (Thanh Hóa); bờ biển các tỉnh Hà Tĩnh; Ninh Thuận; Trà Vinh; rừng ngập mặn Cần Giờ; quần đảo Nam Du, quần đảo Hà Tiên và bờ biển Hà Tiên (Kiên Giang); cũng như tại quần đảo Hoàng Sa.
H. nigrescens sống trên nền đá vụn hoặc thảm cỏ biển có ít san hô phát triển ở độ sâu đến ít nhất là 20 m.

## Phân loại học
Halichoeres kneri, một danh pháp đồng nghĩa trước đây của H. nigrescens, đã được công nhận là một loài hợp lệ được phân bố ở Tây Thái Bình Dương (trùng lặp một phần với H. nigrescens).

## Mô tả
H. nigrescens có chiều dài cơ thể lớn nhất được ghi nhận là 14 cm. Cá đực có màu xanh lục (trắng hơn ở vùng bụng) với các vệt sọc nâu đỏ ở hai bên thân. Có các dải màu hồng tím ở đầu. Vây lưng có một đốm đen mờ ở phần gai, còn gốc vây ngực có một chấm đen nhỏ. Cá cái và cá con có màu xanh lục nâu sẫm với nhiều chấm trắng giữa thân, dọc theo chiều dài cơ thể.
Số gai ở vây lưng: 9; Số tia vây ở vây lưng: 12; Số gai ở vây hậu môn: 3; Số tia vây ở vây hậu môn: 11–12; Số tia vây ở vây ngực: 14; Số gai ở vây bụng: 1; Số tia vây ở vây bụng: 5.

## Sinh thái học
Thức ăn của H. nigrescens có thể bao gồm các loài nhuyễn thể và giáp xác. Chúng có thể sống thành từng nhóm.

## Thương mại
H. nigrescens được đánh bắt trong các hoạt động buôn bán cá cảnh và được xem như một loài hải sản được bán trong các chợ cá, điển hình như ở Đài Loan và Hồng Kông.